# Dausenau
Dausenau település Németországban, Rajna-vidék-Pfalz tartományban. Lakosainak száma 1256 fő (2023. december 31.).

## Népesség
A település népességének változása:
| Lakosok száma | 1439 | 1262 | 1221 | 1232 | 1267 | 1256 |
|               | 1975 | 2017 | 2019 | 2021 | 2022 | 2023 |